# 2021년 12월
| 2021년: 1월 · 2월 · 3월 · 4월 · 5월 · 6월 · 7월 · 8월 · 9월 · 10월 · 11월 · 12월 |

| \| 2021년 12월 1일 (수요일) \| \| 편집 \| |  |      |
| 교통 - 대한민국 충청남도 보령시의 보령해저터널이 개통되었다. 2010년 착공 이후 11년 만의 완공이다. 보건 - 코로나19 범유행 - 대한민국의 0시 기준 누적 확진자 수가 452,350명으로 집계되었다. 전날 0시 대비 5,123명(국내 5,075, 해외유입 48)이 늘었다. 누계가 일부 정정(-3)되었다. 처음으로 일일 확진자 수가 5,000명을 넘어섰다. SARS-CoV-2 오미크론 변이 확진자가 처음으로 확인되었다. - 폴란드의 마테우시 모라비에츠키 총리가 추가 접종을 하였다. |  |      |
| 2021년 12월 1일 (수요일) |  | 편집 |

| 2021년 12월 1일 (수요일) |  | 편집 |

| \| 2021년 12월 2일 (목요일) \| \| 편집 \| |  |      |
| 군사 - 독일에서 앙겔라 메르켈 총리의 퇴임을 앞두고 독일 연방군 고별 열병식 행사(Großer Zapfenstreich)가 진행되었다. 연방군의 고별 열병식은 총리, 대통령, 국방장관의 퇴임시 진행된다. 메르켈 총리는 16년간 총리로 재임하였으며, 오는 12월 8일 공식 퇴임 예정이다. 보건 - 코로나19 범유행 - 그리스에서 SARS-CoV-2 오미크론 변이 첫 사례가 보고 되었다. - 대한민국의 0시 기준 누적 확진자 수가 457,612명으로 집계되었다. 전날 0시 대비 5,266명(국내 5,242, 해외유입 24)이 늘었다. 누계가 일부 정정(-4)되었다. - 싱가포르에서 오미크론 변이 첫 사례가 확인되었다. - 핀란드에서 오미크론 변이 첫 사례가 확인되었다. 스포츠 - 미국 메이저 리그 베이스볼(MLB)에서 직장폐쇄가 이루어졌다. 구단주 측과 선수노조 간의 공동단체교섭이 결렬되자, MLB 구단주들이 만장일치로 2일자 직장폐쇄를 결의하였다. MLB에서 구단과 선수간의 분규(파업 또는 직장폐쇄)는 1972년 첫 파업 이후 이번이 아홉 번째이다. |  |      |
| 2021년 12월 2일 (목요일) |  | 편집 |

| 2021년 12월 2일 (목요일) |  | 편집 |

| \| 2021년 12월 3일 (금요일) \| \| 편집 \| |  |      |
| 보건 - 코로나19 범유행 - 대한민국의 0시 기준 누적 확진자 수가 462,555명으로 집계되었다. 전날 0시 대비 4,944명(국내 4,923, 해외유입 21)이 늘었다. 누계가 일부 정정(-1)되었다. - 베트남 타인호아성에서 화이자 백신을 맞은 15~17세 청소년 120여명이 부작용으로 입원하는 사건이 발생하였다. |  |      |
| 2021년 12월 3일 (금요일) |  | 편집 |

| 2021년 12월 3일 (금요일) |  | 편집 |

| \| 2021년 12월 4일 (토요일) \| \| 편집 \| |  |      |
| 보건 - 코로나19 범유행 - 대한민국의 0시 기준 누적 확진자 수가 467,907명으로 집계되었다. 전날 0시 대비 5,352명(국내 5,327, 해외유입 25)이 늘었다. 재해 - 인도네시아의 화산인 스메루산이 폭발하였다. 자와섬 동부에 위치한 스메루산의 분화로 최소 14명이 숨지고, 100명 이상이 부상, 9명이 실종되는 등 인명 피해가 발생하였다. 정치와 선거 - 감비아의 대통령: 감비아에서 대통령 선거가 실시되었다. 선거 결과, 아다마 배로 대통령이 53.23%의 득표율로 재선에 성공하였다. |  |      |
| 2021년 12월 4일 (토요일) |  | 편집 |

| 2021년 12월 4일 (토요일) |  | 편집 |

| \| 2021년 12월 5일 (일요일) \| \| 편집 \| |  |      |
| 보건 - 코로나19 범유행 - 대한민국의 0시 기준 누적 확진자 수가 473,034명으로 집계되었다. 전날 0시 대비 5,128명(국내 5,104, 해외유입 24)이 늘었다. 누계가 일부 정정(-1)되었다. |  |      |
| 2021년 12월 5일 (일요일) |  | 편집 |

| 2021년 12월 5일 (일요일) |  | 편집 |

| \| 2021년 12월 6일 (월요일) \| \| 편집 \| |  |      |
| 보건 - 코로나19 범유행 - 대한민국의 0시 기준 누적 확진자 수가 477,359명으로 집계되었다. 전날 0시 대비 4,325명(국내 4,296, 해외유입 29)이 늘었다. 누계가 일부 정정(-1)되었다. 스포츠 - K리그1 2021: K리그1 2021년 시즌에서 전북 현대 모터스가 우승을 차지하였다. 전북은 3 : 2로 울산 현대 축구단을 꺾으며, 사상 첫 리그 5연패(連霸, 2017~2021)·통산 9회 우승이라는 기록을 세웠다. 울산은 3년째 전북에 패하며, 3년 연속 준우승으로 시즌을 마쳤다. 정치와 선거 - 오스트리아의 카를 네함머(Karl Nehammer) 내무장관이 신임 총리에 취임하였다. - 직전 총리인 알렉산더 샬렌베르크 총리는, 12월 2일 제바스티안 쿠르츠 전임 총리가 국민당 당 대표에서 물러나 정계 은퇴를 하겠다고 선언한 이후, 같은 날 집권당 대표와 총리는 같은 사람이 맡아야 한다고 생각한다며 총리직 사임 의사를 표명했었다. - 샬렌베르크 전 총리는 제2차 쿠르츠 내각에서 외무장관을 맡았었고, 이번에 구성된 네함머 내각에서 다시 외무장관을 맡았다. |  |      |
| 2021년 12월 6일 (월요일) |  | 편집 |

| 2021년 12월 6일 (월요일) |  | 편집 |

| \| 2021년 12월 7일 (화요일) \| \| 편집 \| |  |      |
| 보건 - 코로나19 범유행 - 대한민국의 0시 기준 누적 확진자 수가 482,310명으로 집계되었다. 전날 0시 대비 4,954명(국내 4,924, 해외유입 30)이 늘었다. |  |      |
| 2021년 12월 7일 (화요일) |  | 편집 |

| 2021년 12월 7일 (화요일) |  | 편집 |

| \| 2021년 12월 8일 (수요일) \| \| 편집 \| |  |      |
| 보건 - 코로나19 범유행 - 대한민국의 0시 기준 누적 확진자 수가 489,484명으로 집계되었다. 전날 0시 대비 7,175명(국내 7,142, 해외유입 33)이 늘었다. 누계가 일부 정정(-1)되었다. 12월 1일 처음 5,000명 이상 확진된 이후 매일 4~5천명의 확진자가 발생하다가, 처음으로 일일 확진자 수가 7,000명을 넘어섰다. 사고 - 인도 공군의 헬리콥터(밀 Mi-17)가 추락하는 사고가 발생, 탑승객 14명 중 13명이 숨졌다. 이 사고로 국방부 참모총장인 비핀 라와트(Bipin Rawat) 장군 등이 숨졌다. 정치와 선거 - 독일의 신임 총리에 올라프 숄츠(사회민주당, SPD) 재무부 장관, 부총리가 취임하였다. 앙겔라 메르켈(기독교민주연합, CDU) 전임 총리는 16년 16일간의 총리직 수행을 마치고 퇴임하였다. 메르켈 총리의 재임 기간은, 최장 기간 총리를 맡은 헬무트 콜 총리보다 10일이 적다. |  |      |
| 2021년 12월 8일 (수요일) |  | 편집 |

| 2021년 12월 8일 (수요일) |  | 편집 |

| \| 2021년 12월 9일 (목요일) \| \| 편집 \| |  |      |
| 과학과 기술 - 아파치의 자바 기반 로깅 유틸리티 Log4j의 치명적인 보안 취약점 Log4Shell이 공개되었다. 취약점 등급 시스템(Common Vulnerability Scoring System, CVSS) 점수 10점의 매우 심각한 보안 문제로, 공격자가 대상 컴퓨터의 권한 대부분을 취득할 수 있는 문제 등이 있는 것으로 알려졌다. 국제 관계 - 중화민국의 대외 관계: 중앙아메리카에 있는 국가인 니카라과가 중화민국(타이완)과 단교하고, 중화인민공화국과 수교하였다. 니카라과의 타이완 단교는 지난 1985년에도 있었으며, 5년 뒤인 1990년 다시 수교했었다. 니카라과가 단교함에 따라, 타이완과 수교하는 국가의 수는 14개 국가로 줄어들었다. 보건 - 코로나19 범유행 - 대한민국의 0시 기준 누적 확진자 수가 496,584명으로 집계되었다. 전날 0시 대비 7,102명(국내 7,082, 해외유입 20)이 늘었다. 누계가 일부 정정(-2)되었다. |  |      |
| 2021년 12월 9일 (목요일) |  | 편집 |

| 2021년 12월 9일 (목요일) |  | 편집 |

| \| 2021년 12월 10일 (금요일) \| \| 편집 \| |  |      |
| 보건 - 코로나19 범유행 - 대한민국의 0시 기준 누적 확진자 수가 503,606명으로 집계되었다. 전날 0시 대비 7,022명(국내 6,983, 해외유입 39)이 늘었다. |  |      |
| 2021년 12월 10일 (금요일) |  | 편집 |

| 2021년 12월 10일 (금요일) |  | 편집 |

| \| 2021년 12월 11일 (토요일) \| \| 편집 \| |  |      |
| 보건 - 코로나19 범유행 - 대한민국의 0시 기준 누적 확진자 수가 510,583명으로 집계되었다. 전날 0시 대비 6,977명(국내 6,952, 해외유입 25)이 늘었다. - 모리셔스에서 남아프리카를 여행한 두 명에게서 SARS-CoV-2 오미크론 변이 첫 사례가 보고되었다. - 중화민국에서 SARS-CoV-2 오미크론 변이 첫 사례가 보고되었다. 미국, 영국, 에스와티니를 여행한 3명에서 확인되었다. - 터키에서 SARS-CoV-2 오미크론 변이 6건을 첫 사례로 보고하였다. 재해 - 미국 중서부를 강력한 토네이도가 휩쓸었다. 켄터키주에서만 최소 70명 이상이 숨지는 등, 최소 80명 이상이 숨지는 인명 피해가 발생하였다. 미국 해양대기청에 따르면, 아칸소주, 미주리주, 테네시주, 켄터키주, 일리노이주 등 5개 주에서 토네이도가 관측되었다. 토네이도가 5개 주에 걸쳐 영향을 끼치기는 사상 처음이다. |  |      |
| 2021년 12월 11일 (토요일) |  | 편집 |

| 2021년 12월 11일 (토요일) |  | 편집 |

| \| 2021년 12월 12일 (일요일) \| \| 편집 \| |  |      |
| 보건 - 코로나19 범유행 - 대한민국의 0시 기준 누적 확진자 수가 517,271명으로 집계되었다. 전날 0시 대비 6,689명(국내 6,661, 해외유입 28)이 늘었다. 누계가 일부 정정(-1)되었다. |  |      |
| 2021년 12월 12일 (일요일) |  | 편집 |

| 2021년 12월 12일 (일요일) |  | 편집 |

| \| 2021년 12월 13일 (월요일) \| \| 편집 \| |  |      |
| 국제 관계 - 대한민국-오스트레일리아 관계: 대한민국 문재인 대통령과 오스트레일리아의 스콧 모리슨 총리가 캔버라 의회의사당에서 정상회담을 갖고, 탄소 중립 관련 협력, 핵심적인 광물의 공급 협력을 비롯하여 방위산업과 우주산업 등 4건의 양해각서(MOU)를 체결하였다. - 오스트레일리아는 문재인 대통령을 국빈으로 초청하였다. 2020년 3월 코로나19 범유행 이후 처음으로 오스트레일리아가 초청하는 외국 정상이다. - 대한민국 정상의 오스트레일리아 국빈 방문은 2009년 3월 이후 12년만이다. 당시에는 대한민국 이명박 대통령이 국빈으로 방문, 오스트레일리아 케빈 러드 총리와 정상회담을 가졌다. 문화와 예술 - 제79회 골든 글로브상 후보가 발표되었다. 2021년 작품이 대상이며, 골든 글로브 시상식은 오는 2022년 1월 9일 열릴 예정이다. 보건 - 코로나19 범유행 - 대한민국의 0시 기준 누적 확진자 수가 523,088명으로 집계되었다. 전날 0시 대비 5,817명(국내 5,783, 해외유입 34)이 늘었다. |  |      |
| 2021년 12월 13일 (월요일) |  | 편집 |

| 2021년 12월 13일 (월요일) |  | 편집 |

| \| 2021년 12월 14일 (화요일) \| \| 편집 \| |  |      |
| 보건 - 코로나19 범유행 - 대한민국의 0시 기준 누적 확진자 수가 528,652명으로 집계되었다. 전날 0시 대비 5,567명(국내 5,525, 해외유입 42)이 늘었다. 누계가 일부 정정(-3)되었다. 재해 - 2021년 서귀포 해역 지진: 대한민국 서귀포시의 서남서쪽 41km 떨어진 해역에서 모멘트 규모 4.9의 지진이 발생하였다. |  |      |
| 2021년 12월 14일 (화요일) |  | 편집 |

| 2021년 12월 14일 (화요일) |  | 편집 |

| \| 2021년 12월 15일 (수요일) \| \| 편집 \| |  |      |
| 경제와 비즈니스 - 미국 연방준비제도(Fed, 연준)는 연방공개시장위원회(FOMC) 정례 회의를 마치고, 기존 0.00%~0.25%의 금리 수준을 유지한다고 밝혔다. 현 금리 수준은 지난 2020년 3월 15일 인하된 수준으로, 2020년 4월, 6월, 7월, 9월, 11월, 12월, 2021년 1월, 3월, 4월, 6월, 7월, 9월, 11월에 이은 열네 번째 금리 유지 결정이다. 보건 - 코로나19 범유행 - 뉴질랜드의 코로나19 백신 접종 완료자 비율이 90%를 넘어섰다. - 대한민국의 0시 기준 누적 확진자 수가 536,495명으로 집계되었다. 전날 0시 대비 7,850명(국내 7,828, 해외유입 22)이 늘었다. 누계가 일부 정정(-7)되었다. - 캄보디아가 두바이와 방콕을 여행한 여행자로부터 SARS-CoV-2 오미크론 변이의 첫 사례를 보고하였다. - 케냐에서 SARS-CoV-2 오미크론 변이를 여행자 3명에게서 확인, 첫 사례를 보고하였다. 사고 - 아이티 북부주의 카프아이시앵에서 유조차 폭발 사고가 발생, 최소 60명 이상이 숨졌다. 정치와 선거 - 통가의 새 총리에 시아오시 소발레니(Siaosi Sovaleni)교육 장관, 전 부총리가 지명되었다. 전임 포히바 투이오네토아(Pohiva Tuʻiʻonetoa) 총리의 뒤를 잇는다. 통가 의회 투표에서 16표를 얻으며, 10표를 얻은 경쟁자 아이사케 에케(ʻAisake Eke) 전 재무장관을 꺾었다. |  |      |
| 2021년 12월 15일 (수요일) |  | 편집 |

| 2021년 12월 15일 (수요일) |  | 편집 |

| \| 2021년 12월 16일 (목요일) \| \| 편집 \| |  |      |
| 보건 - 코로나19 범유행 - 뉴질랜드에서 SARS-CoV-2 오미크론 변이의 첫 사례가 보고되었다. 백신 접종을 완료한 독일과 두바이를 여행한 사람으로, 크라이스트처치의 격리소에서 확인되었다. - 대한민국의 0시 기준 누적 확진자 수가 544,117명으로 집계되었다. 전날 0시 대비 7,622명(국내 7,591, 해외유입 31)이 늘었다. 정부 당국은 확진자 증가와 관련하여, 전국단위로 오는 18일부터 2022년 1월 2일까지 사적 모임을 4명으로 제한하고, 식당 등의 영업시간을 9시로 제한하는 등 사회적 거리두기를 고강도로 조정한다고 밝혔다. - 인도네시아에서 SARS-CoV-2 오미크론 변이의 첫 사례가 보고되었다. 크마요란 선수촌 직원으로 해외 여행 이력이 없는 것으로 알려졌다. - 일본이 18세 이상을 대상으로한 추가 접종에 모더나 코로나19 백신을 공식 승인하였다. 전날 후생노동성 전문가들의 권고에 따른 조치이다. |  |      |
| 2021년 12월 16일 (목요일) |  | 편집 |

| 2021년 12월 16일 (목요일) |  | 편집 |

| \| 2021년 12월 17일 (금요일) \| \| 편집 \| |  |      |
| 보건 - 코로나19 범유행 - 대한민국의 0시 기준 누적 확진자 수가 551,551명으로 집계되었다. 전날 0시 대비 7,435명(국내 7,400, 해외유입 35)이 늘었다. 누계가 일부 정정(-1)되었다. 사고 - 오사카시 기타신치 빌딩 화재: 일본 오사카시 기타구에서 화재가 발생, 최소 24명이 숨지고 4명이 부상을 입었다. 화재 원인은 방화로 알려졌다. |  |      |
| 2021년 12월 17일 (금요일) |  | 편집 |

| 2021년 12월 17일 (금요일) |  | 편집 |

| \| 2021년 12월 18일 (토요일) \| \| 편집 \| |  |      |
| 보건 - 코로나19 범유행 - 대한민국의 0시 기준 누적 확진자 수가 558,864명으로 집계되었다. 전날 0시 대비 7,314명(국내 7,284, 해외유입 30)이 늘었다. 누계가 일부 정정(-1)되었다. |  |      |
| 2021년 12월 18일 (토요일) |  | 편집 |

| 2021년 12월 18일 (토요일) |  | 편집 |

| \| 2021년 12월 19일 (일요일) \| \| 편집 \| |  |      |
| 보건 - 코로나19 범유행 - 대한민국의 0시 기준 누적 확진자 수가 565,098명으로 집계되었다. 전날 0시 대비 6,236명(국내 6,173, 해외유입 63)이 늘었다. 누계가 일부 정정(-2)되었다. 재해 - 제22호 태풍 라이로 인한 필리핀의 사망자 수가 208명으로 늘었다. |  |      |
| 2021년 12월 19일 (일요일) |  | 편집 |

| 2021년 12월 19일 (일요일) |  | 편집 |

| \| 2021년 12월 20일 (월요일) \| \| 편집 \| |  |      |
| 보건 - 코로나19 범유행 - 대한민국의 0시 기준 누적 확진자 수가 570,414명으로 집계되었다. 전날 0시 대비 5,318명(국내 5,258, 해외유입 60)이 늘었다. 누계가 일부 정정(-2)되었다. |  |      |
| 2021년 12월 20일 (월요일) |  | 편집 |

| 2021년 12월 20일 (월요일) |  | 편집 |

| \| 2021년 12월 21일 (화요일) \| \| 편집 \| |  |      |
| 보건 - 코로나19 범유행 - 대한민국의 0시 기준 누적 확진자 수가 575,615명으로 집계되었다. 전날 0시 대비 5,202명(국내 5,144, 해외유입 58)이 늘었다. 누계가 일부 정정(-1)되었다. |  |      |
| 2021년 12월 21일 (화요일) |  | 편집 |

| 2021년 12월 21일 (화요일) |  | 편집 |

| \| 2021년 12월 22일 (수요일) \| \| 편집 \| |  |      |
| 보건 - 코로나19 범유행 - 대한민국의 0시 기준 누적 확진자 수가 583,065명으로 집계되었다. 전날 0시 대비 7,456명(국내 7,365, 해외유입 91)이 늘었다. 누계가 일부 정정(-6)되었다. |  |      |
| 2021년 12월 22일 (수요일) |  | 편집 |

| 2021년 12월 22일 (수요일) |  | 편집 |

| \| 2021년 12월 23일 (목요일) \| \| 편집 \| |  |      |
| 보건 - 코로나19 범유행 - 대한민국의 0시 기준 누적 확진자 수가 589,978명으로 집계되었다. 전날 0시 대비 6,919명(국내 6,856, 해외유입 63)이 늘었다. 누계가 일부 정정(-6)되었다. |  |      |
| 2021년 12월 23일 (목요일) |  | 편집 |

| 2021년 12월 23일 (목요일) |  | 편집 |

| \| 2021년 12월 24일 (금요일) \| \| 편집 \| |  |      |
| 보건 - 코로나19 범유행 - 대한민국의 0시 기준 누적 확진자 수가 596,209명으로 집계되었다. 전날 0시 대비 6,233명(국내 6,163, 해외유입 70)이 늘었다. 누계가 일부 정정(-2)되었다. |  |      |
| 2021년 12월 24일 (금요일) |  | 편집 |

| 2021년 12월 24일 (금요일) |  | 편집 |

| \| 2021년 12월 25일 (토요일) \| \| 편집 \| |  |      |
| 과학과 기술 - 고성능의 차세대 우주망원경인 제임스 웹 우주망원경의 발사가 성공하였다. - 기아나 우주 센터 제3발사장에서 아리안 5호 로켓에 실려 발사되었다. 지구 궤도를 돌고있는 허블 우주망원경과 달리, 2주간 장비를 전개한 후 이동하여, 150만km가 떨어진 제2 라그랑주 점에서 관측을 개시한다. - 이 우주망원경의 이름은 초기에는 '차세대 우주 망원경'(NGST; Next Generation Space Telescope)이었고, 이후 제2대 미국 항공 우주국(NASA) 국장을 지낸 제임스 E. 웨브의 이름을 따서 지금의 이름으로 명명되었다. 보건 - 코로나19 범유행 - 대한민국의 0시 기준 누적 확진자 수가 602,045명으로 집계되었다. 전날 0시 대비 5,842명(국내 5,767, 해외유입 75)이 늘었다. 누계가 일부 정정(-6)되었다. |  |      |
| 2021년 12월 25일 (토요일) |  | 편집 |

| 2021년 12월 25일 (토요일) |  | 편집 |

| \| 2021년 12월 26일 (일요일) \| \| 편집 \| |  |      |
| 보건 - 코로나19 범유행 - 대한민국의 0시 기준 누적 확진자 수가 607,463명으로 집계되었다. 전날 0시 대비 5,419명(국내 5,339, 해외유입 80)이 늘었다. 누계가 일부 정정(-1)되었다. |  |      |
| 2021년 12월 26일 (일요일) |  | 편집 |

| 2021년 12월 26일 (일요일) |  | 편집 |

| \| 2021년 12월 27일 (월요일) \| \| 편집 \| |  |      |
| 보건 - 코로나19 범유행 - 대한민국의 0시 기준 누적 확진자 수가 611,670명으로 집계되었다. 전날 0시 대비 4,207명(국내 4,125, 해외유입 82)이 늘었다. |  |      |
| 2021년 12월 27일 (월요일) |  | 편집 |

| 2021년 12월 27일 (월요일) |  | 편집 |

| \| 2021년 12월 28일 (화요일) \| \| 편집 \| |  |      |
| 보건 - 코로나19 범유행 - 대한민국의 0시 기준 누적 확진자 수가 615,532명으로 집계되었다. 전날 0시 대비 3,865명(국내 3,777, 해외유입 88)이 늘었다. 누계가 일부 정정(-3)되었다. |  |      |
| 2021년 12월 28일 (화요일) |  | 편집 |

| 2021년 12월 28일 (화요일) |  | 편집 |

| \| 2021년 12월 29일 (수요일) \| \| 편집 \| |  |      |
| 보건 - 코로나19 범유행 - 대한민국의 0시 기준 누적 확진자 수가 620,938명으로 집계되었다. 전날 0시 대비 5,409명(국내 5,283, 해외유입 126)이 늘었다. 누계가 일부 정정(-3)되었다. |  |      |
| 2021년 12월 29일 (수요일) |  | 편집 |

| 2021년 12월 29일 (수요일) |  | 편집 |

| \| 2021년 12월 30일 (목요일) \| \| 편집 \| |  |      |
| 보건과 환경 - 코로나19 범유행 - 대한민국의 0시 기준 누적 확진자 수가 625,967명으로 집계되었다. 전날 0시 대비 5,037명(국내 4,930, 해외유입 107)이 늘었다. 누계가 일부 정정(-8)되었다. - 미국의 하루 확진자 수가 58만여 명으로 집계되며, 역대 최다를 기록하였다. 전날 48만여 명 최다 기록을 하루 만에 넘어선 것이다. 미국의 누적 확진자 수는 5,423만여 명이다. - 이스라엘 정부가 세계 최초로 코로나19 백신 4차 접종을 승인하였다. 이스라엘은 앞서 27일에 150명의 의료진을 대상으로 4차 접종 실엄을 진행하였다. 4차 접종은 면역력이 취약한 계층부터 실시하며, 이후 확대를 검토할 것으로 알려졌다. 사고 - 부산광역시 연제구 연산동 과정로에서 택시가 추락, 70대 택시 운전기사 1명이 숨지고, 보행자 2명을 포함한 7명의 부상자가 발생되었다. |  |      |
| 2021년 12월 30일 (목요일) |  | 편집 |

| 2021년 12월 30일 (목요일) |  | 편집 |

| \| 2021년 12월 31일 (금요일) \| \| 편집 \| |  |      |
| 보건과 환경 - 코로나19 범유행 - 대한민국의 0시 기준 누적 확진자 수가 630,838명으로 집계되었다. 전날 0시 대비 4,875명(국내 4,758, 해외유입 117)이 늘었다. 누계가 일부 정정(-4)되었다. 법과 범죄 - 대한민국 제21대 국회에서 제392회 본회의(임시회)를 열고 국회의원 선거, 지방선거 피선거권(선거 출마 가능) 연령을 기존 만 25세에서 만 18세로 하향하는 대한민국 공직선거법 개정안 등을 의결하였다. 1948년 관련법이 해당 선거 피선거권 연령을 만 25세로 정한지 73년 만에 바뀌게 되는 것으로, 오는 2022년 대한민국 재보궐선거 3월 선거부터 적용된다. - 대한민국에서 박근혜가 특별사면으로, 석방되었다. 지병 치료로 입원 중이던 삼성서울병원에서 석방 절차를 밟았다. 12월 24일 문재인 대통령의 특별사면을 결정에 따른 것이다. 박근혜는 박근혜-최순실 게이트 등으로 탄핵되었으며, 2017년 3월 10일 탄핵이 인용(파면)되었다. 그리고 3월 31일 구속되었으며, 이후에 징역 22년을 선고받았고, 이중 약 4년 9개월여를 복역하였다. |  |      |
| 2021년 12월 31일 (금요일) |  | 편집 |

| 2021년 12월 31일 (금요일) |  | 편집 |

| <          | 2021년 12월 | 2021년 12월 | 2021년 12월  | 2021년 12월 | 2021년 12월 | >           |
| 일         | 월          | 화          | 수           | 목          | 금          | 토          |
|            |             |             | 1 10.27 계미 | 2 28 갑신   | 3 29 을유   | 4 11.1 병술 |
| 5 2 정해   | 6 3 무자    | 7 4 기축    | 8 5 경인     | 9 6 신묘    | 10 7 임진   | 11 8 계사   |
| 12 9 갑오  | 13 10 을미  | 14 11 병신  | 15 12 정유   | 16 13 무술  | 17 14 기해  | 18 15 경자  |
| 19 16 신축 | 20 17 임인  | 21 18 계묘  | 22 19 갑진   | 23 20 을사  | 24 21 병오  | 25 22 정미  |
| 26 23 무신 | 27 24 기유  | 28 25 경술  | 29 26 신해   | 30 27 임자  | 31 28 계축  |             |

| - 2021년 - 11월 - 12월 - 2022년 - 1월 - 4일: 감비아 대통령 선거 편집하기 |